# Oussama Oueslati
Oussama Oueslati (24 de março de 1996) é um taekwondista tunisiano, medalhista olímpico. 

## Carreira
Oussama Oueslati competiu na Rio 2016, na qual conquistou a medalha de bronze, na categoria até 80kg.